# Escœuilles
Escœuilles és un municipi francès situat al departament del Pas de Calais i a la regió dels Alts de França. L'any 2007 tenia 438 habitants.

## Demografia

### Població
El 2007 la població de fet d'Escœuilles era de 438 persones. Hi havia 131 famílies de les quals 16 eren unipersonals (16 dones vivint soles i 16 dones vivint soles), 36 parelles sense fills, 75 parelles amb fills i 4 famílies monoparentals amb fills.
La població ha evolucionat segons el següent gràfic:
Habitants censats

### Habitatges
El 2007 hi havia 158 habitatges, 143 eren l'habitatge principal de la família, 7 eren segones residències i 8 estaven desocupats. Tots els 156 habitatges eren cases. Dels 143 habitatges principals, 103 estaven ocupats pels seus propietaris, 40 estaven llogats i ocupats pels llogaters i 1 estava cedit a títol gratuït; 1 tenia dues cambres, 16 en tenien tres, 33 en tenien quatre i 94 en tenien cinc o més. 108 habitatges disposaven pel capbaix d'una plaça de pàrquing. A 53 habitatges hi havia un automòbil i a 78 n'hi havia dos o més.

### Piràmide de població
La piràmide de població per edats i sexe el 2009 era:
| Homes | Edats   | Dones |
| ----- | ------- | ----- |
| 0     | 95 o +  | 0     |
| 0     | 90 a 94 | 4     |
| 0     | 85 a 89 | 0     |
| 0     | 80 a 84 | 4     |
| 0     | 75 a 79 | 4     |
| 4     | 70 a 74 | 16    |
| 16    | 65 a 69 | 4     |
| 4     | 60 a 64 | 16    |
| 0     | 55 a 59 | 8     |
| 4     | 50 a 54 | 4     |
| 16    | 45 a 49 | 12    |
| 8     | 40 a 44 | 8     |
| 12    | 35 a 39 | 12    |
| 12    | 30 a 34 | 12    |
| 28    | 25 a 29 | 28    |
| 12    | 20 a 24 | 12    |
| 8     | 15 a 19 | 16    |
| 24    | 10 a 14 | 8     |
| 16    | 5 a 9   | 32    |
| 24    | 0 a 4   | 4     |

## Economia
El 2007 la població en edat de treballar era de 276 persones, 198 eren actives i 78 eren inactives. De les 198 persones actives 182 estaven ocupades (108 homes i 74 dones) i 16 estaven aturades (4 homes i 12 dones). De les 78 persones inactives 19 estaven jubilades, 28 estaven estudiant i 31 estaven classificades com a «altres inactius».

### Ingressos
El 2009 a Escœuilles hi havia 149 unitats fiscals que integraven 455 persones, la mediana anual d'ingressos fiscals per persona era de 14.870 €.

### Activitats econòmiques
Dels 6 establiments que hi havia el 2007, 1 era d'una empresa extractiva, 1 d'una empresa alimentària, 3 d'empreses de construcció i 1 d'una empresa de comerç i reparació d'automòbils.
L'únic servei als particulars que hi havia el 2009 era un paleta.
L'únic establiment comercial que hi havia el 2009 era una fleca.
L'any 2000 a Escœuilles hi havia 6 explotacions agrícoles.

## Equipaments sanitaris i escolars
El 2009 hi havia una escola elemental integrada dins d'un grup escolar amb les comunes properes formant una escola dispersa.

## Poblacions més properes
El següent diagrama mostra les poblacions més properes.